# Eleições legislativas no Burquina Fasso (2007)
As eleições legislativas de 2007 no Burquina Fasso realizaram-se no dia 6 de maio de 2007.
Estavam recenseados cerca de 4.400.000 eleitores burquinenses, aos quais foi pedido que elegessem os 111 membros do Parlamento do Burquina Fasso de entre os 3.748 candidatos indicados por 47 partidos.
Na anterior Assembleia Nacional o Congresso para a Democracia e Progresso (CDP), do Presidente Blaise Compaoré, detinha a maioria absoluta com 57 assentos.

## Resultados
Participaram nestas eleições 2.520.488 eleitores dos 4.466.354 inscritos, o que determinou uma taxa de participação de 56,43%.
O Congresso para a Democracia e Progresso (CDP) aumentou a sua maioria absoluta, passando dos anteriores 57 deputados para os 73 agora eleitos.
Os restantes 38 lugares ficam distribuídos por doze partidos da oposição.
A Aliança para a Democracia e a Federação/Assembleia Democrática Africana (ADF/RDA) torna-se a segunda força política, com 14 deputados.
| Partido                                                                           | Lugares |
| --------------------------------------------------------------------------------- | ------- |
| Congresso para a Democracia e Progresso (CDP)                                     | 73      |
| Aliança para a Democracia e a Federação/Assembleia Democrática Africana (ADF/RDA) | 14      |
| União para a República (UPR)                                                      | 5       |
| União para o Renascimento/Movimento Sankarista (UNIRS/MS)                         | 4       |
| União dos Partidos Sankaristas (UPS, coligação de 5 partidos)                     | 2       |
| Partido para a Democracia e Progresso/Partido socialista (PDP/PS)                 | 2       |
| Partido para o Renascimento (PAREN)                                               | 1       |
| Outros                                                                            | 10      |
| Total                                                                             | 111     |